# Westendorp (Oude IJsselstreek)
Westendorp (niedersächsisch Westendarp) ist ein Dorf im Gelderschen Achterhoek, in der niederländischen Gemeinde Oude IJsselstreek. Es hat 940 Einwohner.
Nahe Westendorp liegen die Naturgebiete Tandem und Noorderbroek und das Landgut Hoenderbosch. Es gibt zwei Grundschulen mit unterschiedlicher pädagogischer Ausrichtung: eine Jenaplanschule und eine Grundschule für Daltonpädagogik.

## Kultur und Vereinsleben
Westendorp besitzt ein aktives Vereinsleben. Es gibt einen gemischten Chor, eine Theatergruppe und einem Organisationskreis für diverse Festlichkeiten. Zum 1. Januar 2015 ist das einzige Café des Dorfes, das "Café Zaal De Vos", in den Besitz einer Stiftung übergegangen (Stichting Westendorphuus), die das Café in ein Kulturhaus "Kultuurhus de Vos" umwandelt möchte.
Der S.V. Westendorp ist der Fußballverein und die S.E.V. die Gymnastikvereinigung des Dorfes. Darüber hinaus hat das Dorf einen eigenen Fanfarenchor: die Westendorpse Fanfare. Darüber hinaus gibt es einen Billard- und eine Schießverein.
Das Informationsblatt "Kwartaaltje" informiert seit dem Jahr 1997 vierteljährlich über alle Aktivitäten im Dorf.